# Gework Alichanian
Gework Sarkisowicz Alichanian (Alichanow) (orm. Գևորգ Ալիխանյան, ros. Георгий Сергеевич Алиханян (Алиханов), ur. 1897 w Tbilisi, zm. 13 lutego 1938) – armeński rewolucjonista, komunista, radziecki polityk.

## Życiorys
Ukończył ormiańskie seminarium duchowne w Tbilisi Od 1915 był związany z ruchem rewolucyjnym, w marcu 1917 wstąpił do SDPRR, 1918-1920 był działaczem partyjnym w Tbilisi i Baku. 10 września 1920 wszedł w skład KC Komunistycznej Partii (bolszewików) Armenii i jednocześnie został sekretarzem odpowiedzialnym KC tej partii (do 19 maja 1921), w lutym 1921 został członkiem powiatowego komitetu rewolucyjnego w Dilidżanie i Karaklisie, 1921-1922 pracował w Moskwie w rejonowym komitecie RKP(b). Następnie w Piotrogrodzie był kierownikiem wydziału agitacyjno-propagandowego rejonowego komitetu RKP(b), 1924-1926 pracował w Czycie, później w Leningradzie, w rejonowym komitecie partyjnym, którego w 1927 został sekretarzem odpowiedzialnym. Od 1931 pracował w Wydziale Kadr Komitetu Wykonawczego Kominternu, którym później do maja 1937 kierował. 26 maja 1937 podczas wielkiego terroru został aresztowany, następnie rozstrzelany.